# Hon'inbō 2023
L'Hon'inbō 2023 è la 78ª edizione del torneo goistico giapponese Hon'inbō. 

## Qualificazioni
|  | Quarti di finale | Quarti di finale | Quarti di finale |               |                  | Semifinali       | Semifinali | Semifinali |  |  | Finale | Finale | Finale |  |
|  |                  |                  |                  |               |                  |                  |            |            |  |  |        |        |        |  |
|  | Shuzo Awaji      | Shuzo Awaji      | 0                |               |                  |                  |            |            |  |  |        |        |        |  |
|  | Shuzo Awaji      | Shuzo Awaji      | 0                |               |                  |                  |            |            |  |  |        |        |        |  |
|  | Daisuke Murakawa | Daisuke Murakawa | 1                |               |                  |                  |            |            |  |  |        |        |        |  |
|  | Daisuke Murakawa | Daisuke Murakawa | 1                |               | Daisuke Murakawa | Daisuke Murakawa | 0          |            |  |  |        |        |        |  |
|  |                  |                  |                  |               | Daisuke Murakawa | Daisuke Murakawa | 0          |            |  |  |        |        |        |  |
|  |                  |                  | Rina Fujisawa    | Rina Fujisawa | 1                |                  |            |            |  |  |        |        |        |  |
|  | Rina Fujisawa    | Rina Fujisawa    | Rina Fujisawa    | Rina Fujisawa | 1                | 1                |            |            |  |  |        |        |        |  |
|  | Rina Fujisawa    | Rina Fujisawa    |                  |               |                  |                  |            |            |  |  |        |        |        |  |
|  | Shinya Nakamura  | Shinya Nakamura  | 0                |               |                  |                  |            |            |  |  |        |        |        |  |
|  | Shinya Nakamura  | Shinya Nakamura  | 0                |               | Rina Fujisawa    | Rina Fujisawa    | 0          |            |  |  |        |        |        |  |
|  |                  |                  |                  |               |                  |                  |            |            |  |  |        |        |        |  |
|  |                  |                  | Yu Otake         | Yu Otake      | 1                |                  |            |            |  |  |        |        |        |  |
|  | Shuehi Uchida    | Shuehi Uchida    | Yu Otake         | Yu Otake      | 1                | 1                |            |            |  |  |        |        |        |  |
|  | Shuehi Uchida    | Shuehi Uchida    |                  |               |                  |                  |            |            |  |  |        |        |        |  |
|  | Rin Kanketsu     | Rin Kanketsu     | 0                |               |                  |                  |            |            |  |  |        |        |        |  |
|  | Rin Kanketsu     | Rin Kanketsu     | 0                |               | Shuehi Uchida    | Shuehi Uchida    | 0          |            |  |  |        |        |        |  |
|  |                  |                  |                  |               | Shuehi Uchida    | Shuehi Uchida    | 0          |            |  |  |        |        |        |  |
|  |                  |                  | Yu Otake         | Yu Otake      | 1                |                  |            |            |  |  |        |        |        |  |
|  | Yu Otake         | Yu Otake         | Yu Otake         | Yu Otake      | 1                | 1                |            |            |  |  |        |        |        |  |
|  | Yu Otake         | Yu Otake         |                  |               |                  |                  |            |            |  |  |        |        |        |  |
|  | Atsushi Sada     | Atsushi Sada     | 0                |               |                  |                  |            |            |  |  |        |        |        |  |

|  | Quarti di finale | Quarti di finale | Quarti di finale |             |                | Semifinali     | Semifinali | Semifinali |  |  | Finale | Finale | Finale |  |
|  |                  |                  |                  |             |                |                |            |            |  |  |        |        |        |  |
|  | Atsushi Ida      | Atsushi Ida      | 1                |             |                |                |            |            |  |  |        |        |        |  |
|  | Atsushi Ida      | Atsushi Ida      | 1                |             |                |                |            |            |  |  |        |        |        |  |
|  | Masao Nishioka   | Masao Nishioka   | 0                |             |                |                |            |            |  |  |        |        |        |  |
|  | Masao Nishioka   | Masao Nishioka   | 0                |             | Atsushi Ida    | Atsushi Ida    | 1          |            |  |  |        |        |        |  |
|  |                  |                  |                  |             | Atsushi Ida    | Atsushi Ida    | 1          |            |  |  |        |        |        |  |
|  |                  |                  | Rin Kono         | Rin Kono    | 0              |                |            |            |  |  |        |        |        |  |
|  | Son Makoto       | Son Makoto       | Rin Kono         | Rin Kono    | 0              | 0              |            |            |  |  |        |        |        |  |
|  | Son Makoto       | Son Makoto       |                  |             |                |                |            |            |  |  |        |        |        |  |
|  | Rin Kono         | Rin Kono         | 1                |             |                |                |            |            |  |  |        |        |        |  |
|  | Rin Kono         | Rin Kono         | 1                |             | Akihiko Fujita | Akihiko Fujita | 1          |            |  |  |        |        |        |  |
|  |                  |                  |                  |             |                |                |            |            |  |  |        |        |        |  |
|  |                  |                  | Atsushi Ida      | Atsushi Ida | 0              |                |            |            |  |  |        |        |        |  |
|  | Sakiya Numadate  | Sakiya Numadate  | Atsushi Ida      | Atsushi Ida | 0              | 0              |            |            |  |  |        |        |        |  |
|  | Sakiya Numadate  | Sakiya Numadate  |                  |             |                |                |            |            |  |  |        |        |        |  |
|  | Akihiko Fujita   | Akihiko Fujita   | 1                |             |                |                |            |            |  |  |        |        |        |  |
|  | Akihiko Fujita   | Akihiko Fujita   | 1                |             | Akihiko Fujita | Akihiko Fujita | 1          |            |  |  |        |        |        |  |
|  |                  |                  |                  |             | Akihiko Fujita | Akihiko Fujita | 1          |            |  |  |        |        |        |  |
|  |                  |                  | Naoki Hane       | Naoki Hane  | 0              |                |            |            |  |  |        |        |        |  |
|  | Satoshi Yuki     | Satoshi Yuki     | Naoki Hane       | Naoki Hane  | 0              | 0              |            |            |  |  |        |        |        |  |
|  | Satoshi Yuki     | Satoshi Yuki     |                  |             |                |                |            |            |  |  |        |        |        |  |
|  | Naoki Hane       | Naoki Hane       | 1                |             |                |                |            |            |  |  |        |        |        |  |

|  | Quarti di finale  | Quarti di finale  | Quarti di finale  |                   |                | Semifinali     | Semifinali | Semifinali |  |  | Finale | Finale | Finale |  |
|  |                   |                   |                   |                   |                |                |            |            |  |  |        |        |        |  |
|  | Yoshiaki Imamura  | Yoshiaki Imamura  | 0                 |                   |                |                |            |            |  |  |        |        |        |  |
|  | Yoshiaki Imamura  | Yoshiaki Imamura  | 0                 |                   |                |                |            |            |  |  |        |        |        |  |
|  | Masaki Ogata      | Masaki Ogata      | 1                 |                   |                |                |            |            |  |  |        |        |        |  |
|  | Masaki Ogata      | Masaki Ogata      | 1                 |                   | Masaki Ogata   | Masaki Ogata   | 0          |            |  |  |        |        |        |  |
|  |                   |                   |                   |                   | Masaki Ogata   | Masaki Ogata   | 0          |            |  |  |        |        |        |  |
|  |                   |                   | Tomoya Hirata     | Tomoya Hirata     | 0              |                |            |            |  |  |        |        |        |  |
|  | Shinji Suzuki     | Shinji Suzuki     | Tomoya Hirata     | Tomoya Hirata     | 0              | 0              |            |            |  |  |        |        |        |  |
|  | Shinji Suzuki     | Shinji Suzuki     |                   |                   |                |                |            |            |  |  |        |        |        |  |
|  | Tomoya Hirata     | Tomoya Hirata     | 1                 |                   |                |                |            |            |  |  |        |        |        |  |
|  | Tomoya Hirata     | Tomoya Hirata     | 1                 |                   | Tomoya Hirata  | Tomoya Hirata  | 0          |            |  |  |        |        |        |  |
|  |                   |                   |                   |                   |                |                |            |            |  |  |        |        |        |  |
|  |                   |                   | Atsushi Tsuruyama | Atsushi Tsuruyama | 1              |                |            |            |  |  |        |        |        |  |
|  | Naoto Hikosaka    | Naoto Hikosaka    | Atsushi Tsuruyama | Atsushi Tsuruyama | 1              | 1              |            |            |  |  |        |        |        |  |
|  | Naoto Hikosaka    | Naoto Hikosaka    |                   |                   |                |                |            |            |  |  |        |        |        |  |
|  | Asami Ueno        | Asami Ueno        | 0                 |                   |                |                |            |            |  |  |        |        |        |  |
|  | Asami Ueno        | Asami Ueno        | 0                 |                   | Naoto Hikosaka | Naoto Hikosaka | 0          |            |  |  |        |        |        |  |
|  |                   |                   |                   |                   | Naoto Hikosaka | Naoto Hikosaka | 0          |            |  |  |        |        |        |  |
|  |                   |                   | Atsushi Tsuruyama | Atsushi Tsuruyama | 1              |                |            |            |  |  |        |        |        |  |
|  | Yuki Kato         | Yuki Kato         | Atsushi Tsuruyama | Atsushi Tsuruyama | 1              | 0              |            |            |  |  |        |        |        |  |
|  | Yuki Kato         | Yuki Kato         |                   |                   |                |                |            |            |  |  |        |        |        |  |
|  | Atsushi Tsuruyama | Atsushi Tsuruyama | 1                 |                   |                |                |            |            |  |  |        |        |        |  |

|  | Quarti di finale | Quarti di finale | Quarti di finale |                |               | Semifinali    | Semifinali | Semifinali |  |  | Finale | Finale | Finale |  |
|  |                  |                  |                  |                |               |               |            |            |  |  |        |        |        |  |
|  | Yoshihiro Koike  | Yoshihiro Koike  | 0                |                |               |               |            |            |  |  |        |        |        |  |
|  | Yoshihiro Koike  | Yoshihiro Koike  | 0                |                |               |               |            |            |  |  |        |        |        |  |
|  | Cho U            | Cho U            | 1                |                |               |               |            |            |  |  |        |        |        |  |
|  | Cho U            | Cho U            | 1                |                | Cho U         | Cho U         | 1          |            |  |  |        |        |        |  |
|  |                  |                  |                  |                | Cho U         | Cho U         | 1          |            |  |  |        |        |        |  |
|  |                  |                  | So Yokoku        | So Yokoku      | 0             |               |            |            |  |  |        |        |        |  |
|  | Naoki Yata       | Naoki Yata       | So Yokoku        | So Yokoku      | 0             | 0             |            |            |  |  |        |        |        |  |
|  | Naoki Yata       | Naoki Yata       |                  |                |               |               |            |            |  |  |        |        |        |  |
|  | So Yokoku        | So Yokoku        | 1                |                |               |               |            |            |  |  |        |        |        |  |
|  | So Yokoku        | So Yokoku        | 1                |                | Cho U         | Cho U         | 0          |            |  |  |        |        |        |  |
|  |                  |                  |                  |                |               |               |            |            |  |  |        |        |        |  |
|  |                  |                  | Katsuya Motoki   | Katsuya Motoki | 1             |               |            |            |  |  |        |        |        |  |
|  | Ryuhei Onishi    | Ryuhei Onishi    | Katsuya Motoki   | Katsuya Motoki | 1             | 1             |            |            |  |  |        |        |        |  |
|  | Ryuhei Onishi    | Ryuhei Onishi    |                  |                |               |               |            |            |  |  |        |        |        |  |
|  | Yuichi Hirose    | Yuichi Hirose    | 0                |                |               |               |            |            |  |  |        |        |        |  |
|  | Yuichi Hirose    | Yuichi Hirose    | 0                |                | Ryuhei Onishi | Ryuhei Onishi | 0          |            |  |  |        |        |        |  |
|  |                  |                  |                  |                | Ryuhei Onishi | Ryuhei Onishi | 0          |            |  |  |        |        |        |  |
|  |                  |                  | Katsuya Motoki   | Katsuya Motoki | 1             |               |            |            |  |  |        |        |        |  |
|  | Ha Youngil       | Ha Youngil       | Katsuya Motoki   | Katsuya Motoki | 1             | 0             |            |            |  |  |        |        |        |  |
|  | Ha Youngil       | Ha Youngil       |                  |                |               |               |            |            |  |  |        |        |        |  |
|  | Katsuya Motoki   | Katsuya Motoki   | 1                |                |               |               |            |            |  |  |        |        |        |  |

## Torneo degli sfidanti
Lo sfidante è determinato tramite una lega composta da otto giocatori che si sfidano in sette turni da disputarsi una volta al mese da ottobre 2020 ad aprile 2021. Alla fine del torneo, il primo classificato diventa lo sfidante per il titolo, gli ultimi quattro arrivati escono dalla lega per l'edizione successiva, mentre i restanti giocatori sono confermati nella lega.
- W indica vittoria col bianco
- B indica vittoria col nero
- X indica la sconfitta
- +R indica che la partita si è conclusa per abbandono
- +N indica lo scarto dei punti a fine partita
- +F indica la vittoria per forfait
- +? indica una vittoria con scarto sconosciuto
- V indica una vittoria in cui non si conosce scarto e colore del giocatore

| Giocatore         | R.I. | Y.Z. | K.K. | T.S. | A.T. | K.M.  | A.F.  | Y.O   | Risultato | Note                    |
| ----------------- | ---- | ---- | ---- | ---- | ---- | ----- | ----- | ----- | --------- | ----------------------- |
| Ryo Ichiriki      | –    | W+R  | B+R  | W+R  | B+R  | W+R   | B+R   | W+R   | 7-0       | Qualificato alla finale |
| Yu Zhengqi        | X    | -    |      | X    | W+R  | B+R   | W+3,5 | B+1,5 | 4-2       |                         |
| Kyo Kagen         | X    |      | -    | W+R  | B+R  | W+R   | X     | W+R   | 4-2       |                         |
| Toramaru Shibano  | X    | W+R  | X    | -    | W+R  | B+1,5 | W+R   | B+R   | 5-2       |                         |
| Atsushi Tsuruyama | X    | X    | X    | X    | -    | X     | B+R   | X     | 1-6       | Retrocesso              |
| Katsuya Motoki    | X    | X    | X    | X    | B+R  | -     | W+R   | X     | 2-5       | Retrocesso              |
| Akihiko Fujita    | X    | X    | W+R  | X    | X    | X     | -     | W+R   | 2-5       | Retrocesso              |
| Yu Otake          | X    | X    | X    | X    | B+R  | W+R   | X     | -     | 2-5       | Retrocesso              |

## Finale
La finale è stata una sfida al meglio delle sette partite, la riproposizione della finale dell'edizione precedente tra Iyama e Ichiriki. 
Con la sua vittoria per 4-3, lo sfidante Ichiriki ha tolto il titolo al detentore Iyama, che lo aveva tenuto ininterrottamente per le precedenti 11 edizioni